# Carl Robert
Carl Georg Ludwig Theodor Herwig Joseph Robert, a menudo llamado también como Karl, (Marburgo, 8 de marzo de 1850 – Halle an der Saale, 17 de enero de 1922), fue un filólogo y arqueólogo alemán profesor en Berlín (1877-1890) y Halle (1890-1922).

## Biografía

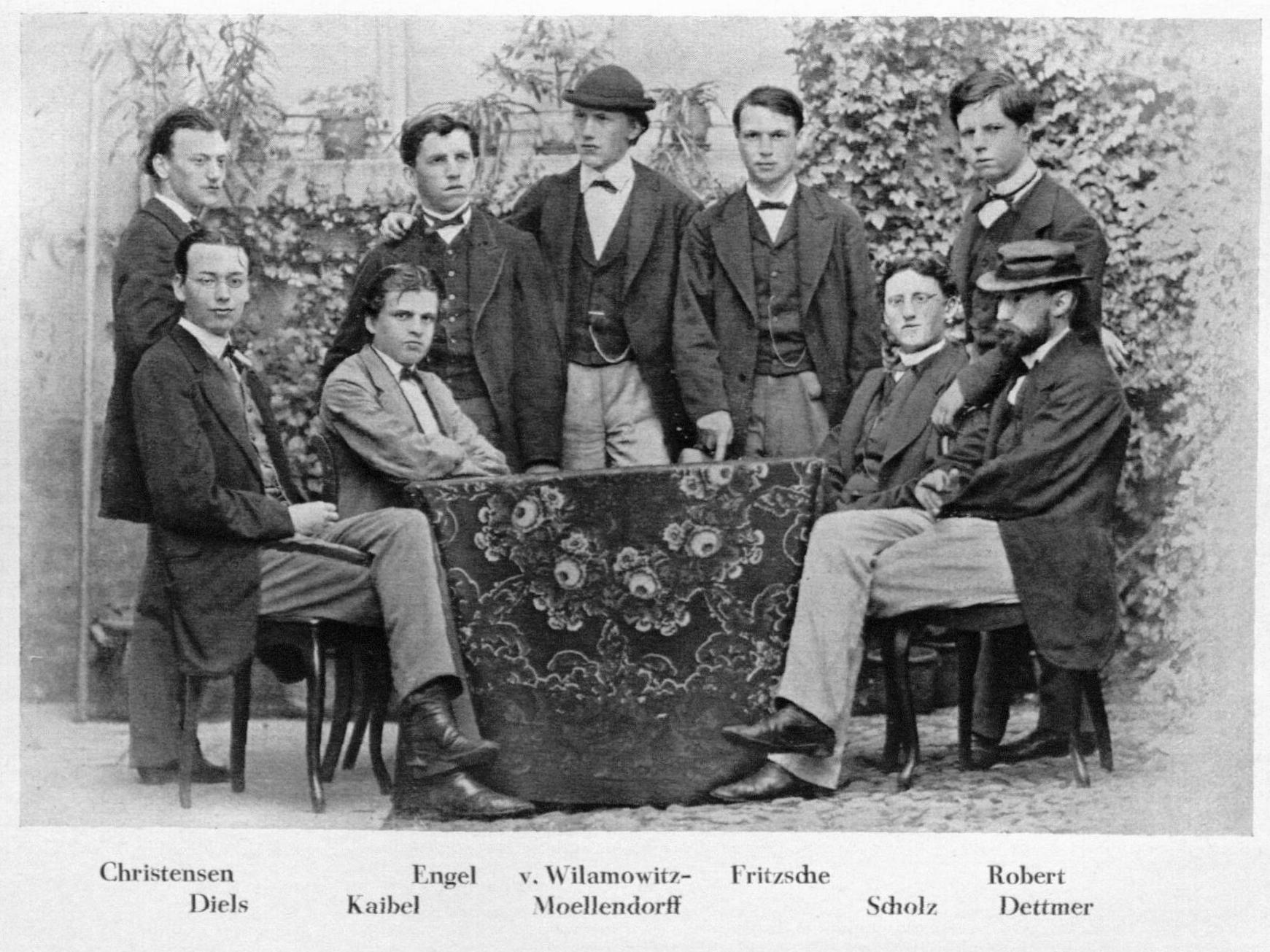
Robert en Bonn (a la derecha, de pie), en 1869, con sus compañeros: son rionocibles, entre otros, Wilamowitz (de pie en el centro, con gorra), Hermann Alexander Diels y Georg Kaibel (a la izquierda, primero y segundo de los sentados).

Era hijo del médico y cirujano Ferdinand Robert (1814-1878). Después de los estudios (1863-1868) en la escuela superior de Wiesbaden empezó, en 1868, el estudio de los clásicos y de arqueología en la Universidad de Bonn (junto con su amigo Hermann Diels). Sus estudios se vieron interrumpidos por la Guerra franco-prusiana de 1870-1871. Después la guerra continuó los estudios en la Universidad Humboldt de Berlín en 1873 y escribió la disertación De Bibliotheca Apollodori. Logró el doctorado en 1875, con una beca de estudios del Instituto Arqueológico Alemán que le facilitó viajar a Grecia e Italia.
Obtuvo la habilitación en el 1876 con Eratosthenis reliquiae catasterismorum publicada a Berlín, donde fue profesor en 1877. En 1880 fue nombrado profesor asociado de filología clásica. En 1890 fue profesor en la Universidad de Halle, donde dirigió el Departamento de Arqueología Clásica hasta su retiro en 1920. En el año académico 1906/1907 fue rector de la universidad. Fue muy amigo de Hermann Diels y Ulrich von Wilamowitz-Moellendorff con los cuales había estudiado en Bonn.
Robert se casó con Clara Neumeister († 1899) y tuvieron tres hijos.

### Cronología de su actividad
- 21 de abril de 1874: miembro correspondiente del Instituto Arqueológico Alemán; 21 de abril de 1879, miembro ordinario, miembro de la Dirección central 1907-1909, 1914-1921
- 30 de octubre de 1885: Miembro de la Sociedad Filologica Helénica de Constantinoplai
- 31 de marzo de 1890: miembro ordinario de la Academia de los Lincei
- 1901: socio correspondiente de la Sociedad Científica Göttingen, 9 de marzo de 1918 miembro extranjero
- 4 de enero de 1904: Miembro Honorario de la Sociedad para el Fomento de Estudios Helénicos
- 2 de julio de 1906: miembro ordinario del Instituto Arqueológico Austríaco en el extranjero
- 2 de mayo de 1907: socio correspondiente de la Academia Prusiana de las Ciencias de Berlín
- 3 de abril de 1912: Licenciatura honoris causa de la Facultad de Filosofía de la Universidad de Atenas
- 19 de diciembre de 1913: miembro correspondiente de la Académie des Inscriptions et Belles-Lettres de París
- 14 de julio de 1915: socio correspondiente de la Academia Bávara de las Ciencias de Múnich
- 5 de noviembre de 1915: miembro ordinario de la Sociedad Real de las Ciencias de Upsala
- 8 de marzo de 1920: socio correspondiente de la Academia de las Ciencias públicas de Erfurt